# Philenora parva
Philenora parva är en fjärilsart som beskrevs av George Francis Hampson 1891. Philenora parva ingår i släktet Philenora och familjen björnspinnare. Inga underarter finns listade i Catalogue of Life.